# Муромцев, Виктор Николаевич
Ви́ктор Никола́евич Му́ромцев (1912, Репьевка, Саратовская губерния — 30 апреля 1945, Триест) — советский оператор документального кино, фронтовой кинооператор в годы Великой Отечественной войны. Лауреат Сталинской премии (1947 — посмертно). Дядя киноактёра Владимира Басова.

## Биография
Родился в селе Репьевка Балашовского уезда (ныне — Ртищевский район) Саратовской губернии в семье священника. В 1923 году семья переехала в Москву, при этом мужчины сменили фамилию, опасаясь репрессий. Поступил на операторский факультет ВГИКа в 1938 году, который окончил в 1942 году в Алма-Ате. На фронте с мая 1942 года в звании ст. техник-лейтенант. Член ВКП(б).
Снимал в киногруппах Северо-Западного фронта и в партизанских отрядах Ленинградской области. С 1944 года в Югославии. Погиб 30 апреля 1945 года под Триестом. Похоронен в братской могиле в селе Зава.
Очерки В. Муромцева опубликованы в журнале «Знамя».

### Семья
- Отец — Николай Григорьевич Попов, сельский священник.
- Мать — Раиса Афанасьевна Попова

- Брат — Павел Николаевич Муромцев (1900—1960)
- Брат — Михаил Николаевич Муромцев (1904—1967)
- Брат — Алексей Николаевич Муромцев (1913—1965)
- Сестра — Мария Николаевна Тарова
- Сестра — Зинаида Николаевна Попова
- Сестра — Нина Николаевна Попова

- Племянник — Владимир Павлович Басов (1923—1987), актёр, режиссёр.

## Фильмография
- 1942 — Кавалеры ордена Александра Невского
- 1943 — Народные мстители (в соавторстве)
- 1943 — От Советского Информбюро
- 1943 — Форпосты на Ильмене
- 1944 — Могилёвское направление
- 1944 — Освобождение Советской Белоруссии (в соавторстве)
- 1945 — В Албании
- 1946 — Югославия (в соавторстве)

## Награды и премии
- орден Красного Знамени (17 ноября 1943)[4];
- орден Красного Знамени (14 апреля 1944)[9];
- Сталинская премия второй степени (6 июня 1947) — за фильм «Югославия» (1946)[7];
- медаль «Партизану Отечественной войны» первой степени[9];
- орден Партизанской звезды первой степени (СФРЮ)[9].